# Device (muziekgroep)
Device was een kortstondig Amerikaans poprocktrio, bestaande uit toetsenist, bassist en zangeres Holly Knight, zanger Paul Engemann en gitarist Gene Black.

## Bezetting
- Holly Knight[3] (zang, keyboards, basgitaar)
- Paul Engemann[4] (zang)
- Gene Black[5] (gitaar)

## Geschiedenis
Het enige album 22B3 werd in het voorjaar van 1986 uitgebracht. De single Hanging on a Heart Attack van dit album bereikte #35 in de Amerikaanse hitlijsten, de tweede single Who Says haalde #79. Beide nummers werden uitgebracht als maxi's met remixversies, de video's werden op MTV gedraaid. De derde single van het album, die #73 bereikte in de Billboard 200 en werd geproduceerd door Mike Chapman, was Didn't I Read You Right.
Knight, vooral bekend als songwriter, begon haar carrière begin jaren 1980 met de band Spider. Ze schreef hits voor Pat Benatar, Scandal, Heart, Cheap Trick, Tina Turner en vele anderen. Turner coverde Spiders Better Be Good to Me op haar album Private Dancer en scoorde daarmee een hit in 1984. Na het scheiden van Device bracht Holly Knight in 1988 een soloalbum uit met dezelfde naam, waarop haar eigen versie van Love Is a Battlefield stond, die ze schreef voor Pat Benatar en bleef ze nummers schrijven voor andere artiesten. Eind jaren 1980 bracht ze nog een soloalbum uit.
Paul Engemann, die eerder op soundtracks zong, geproduceerd door Giorgio Moroder, vervoegde zich bij Animotion. Hij verving de originele zanger Bill Wadhams en zong met Cynthia Rhodes in de top 10-hit Room to Move van Animotion uit de soundtrack van de film My Stepmother is an Alien. Toevallig nam Knight de originele versie van Animotions grootste hitobsessie op als duet met Michael Des Barres. De twee schreven de song die verscheen op de soundtrack van de film A Heavenly Liar uit 1983. Na de ontbinding van Animotion trok Engemann zich terug uit de muziek. Gene Black bleef werken als sessiemuzikant en speelde in de band Wild Blue, waarvan de bekendste singles Fire with Fire en International Language of Dance waren. 22B3 werd in 2007 opnieuw uitgebracht op cd door Renaissance Records.

## Discografie

### Singles
- 1986: Hanging on a Heart Attack
- 1986: Who Says
- 1986: Didn't I Read You Right
- 1986: Who's on the Line
- 1986: Pieces on the Ground

### Albums
- 1986: 22B3